# كريستيان روبرتو لوبيز
كريستيان روبرتو لوبيز (بالإسبانية: Christian Roberto López)‏ هو لاعب كرة قدم مكسيكي، ولد في 20 مايو 1989 في غوادالاخارا في المكسيك.

## وصلات خارجية
- كريستيان روبرتو لوبيز على موقع قاعدة بيانات كرة القدم.إي يو (الإنجليزية)
- كريستيان روبرتو لوبيز على موقع Soccerway.com (الإنجليزية)